# Liberty Films
Liberty Films est une société indépendante de production de films fondée en Californie par Frank Capra, Samuel J. Briskin et David Tannenbaum en avril 1945.

## Histoire

### Premières tentatives de Capra
Liberty Films ne produisit que deux films,  La vie est belle (1946), distribué initialement par la  RKO ; et la version filmée d'une pièce de théâtre, L'Enjeu (1948), distribuée quant à elle par la  MGM
Capra s'essaya à deux fois au rôle de producteur indépendant : il créa la Frank Capra Productions en 1939 et produisit L'Homme de la rue, cependant il la dissout lorsqu'il rejoignit l'Us Army Corps en décembre 1941. Ensuite, durant la guerre il essaya sans succès de s'associer avec le directeur Leo McCarey dans le but de produire des films.

### Critique du système hollywoodien
Les quatre éventuels partenaires fondateurs de Liberty Pictures avaient rempli la fonction d'officiers-réalisateurs de films pour l'Army Signal Corps durant la  Seconde Guerre, et hésitaient à se replonger dans les méandres du « studio system » d'Hollywood,. Capra explique son désarroi dans un article du  New York Times

« Si notre société avait été une entreprise dont le but était l'uniformité, nous aurions été auréolés de gloire et reconnaissance. Malheureusement nous tendions, et tendons toujours, vers une association de perfection mécanique et de perpétuel renouvellement. L'application aux critères de production de masse pour les aspects mécaniques comme créatifs de la réalisation devaient suivre des moules préconçus. Les efforts des producteurs et réalisateurs individuels devaient se soumettre à la décision du directeur de leurs studios respectifs… Les producteurs et réalisateurs sous la contrainte de la direction expliquent qu'au lieu de faire comme ils le souhaitaient, laissant leur propre imagination aux commandes, avec le public comme unique juge des défauts et qualités, étaient obligés de faire des films afin d'obtenir l'approbation d'un seul homme au pouvoir. Par conséquent l'aspect créatif d'un tournage, depuis la sélection d'un thème, l'écriture du script, le choix des acteurs, la détermination des costumes et des lieux, la direction, le montage final était conformé (consciemment ou non) aux goûts du directeur du studio »

— Frank Capra.

### Création de Liberty Films
Birskin était le chef de production à  Columbia, où Capra avait travaillé depuis 1927. Durant les quelques mois d'existence de Liberty, les directeurs William Wyler et George Stevens devinrent associés,
Liberty fut  mis en bourse à hauteur de 1 000 000 $, avec en supplément un crédit permanent de 3 500 000 $ duquel les quatre propriétés étaient individuellement et collectivement responsables,. Les parts furent distribuées de manière inégales : 32 % pour Capra en tant que président et organisateur, 18 % pour Briskin, 25 % pour Wyler et Stevens. Cependant ils conservèrent l'équité en ce qui concerne les votes. En dissolvant Liberty quelques années après, comme il était prévu, ils n'auront à payer que 25 % des  impôts sur les plus-values au lieu des 90 % d' impôts sur le revenu qu'ils auraient eu à payer sur le salaire élevé qu'ils auraient eu dans un studio. La compagnie déclara en novembre  1945 que leur première production serait La vie est belle, avec James Stewart, produit et dirigé par Capra,.
Le prochain film de Capra était annoncé comme une adaptation de la nouvelle de Jessamyn West The Friendly Persuasion et de la nouvelle de Alfred Noyes No Other Man , William Wyler envisagea une adaptation de Le Rouge et le Noir de Stendhal ; George Stevens projeta de produire et adapter One Big Happy Family, de Joseph Fields. La compagnie obtint les droits de la pièce State of the Union à la fin de l'année  1946, et prévit son adaptation avant les  élections présidentielles de 1948. Afin d'obtenir Spencer Tracy dans le rôle principal, alors qu'il était à la MGM, Liberty Films accepta de payer une contribution à la MGM afin d'utiliser ses installations, et un pourcentage sur les taxes de distribution. La première production de Liberty, La vie est belle, en novembre  1946, était un échec financier. Bien qu'il fût dans le top 7 % des films de l'année en termes de recette brute, il fut impossible de rentabiliser la couteuse production de 2 300 000 $, empêchant tout bénéfice.

### Vente de Liberty Films
Les quatre associés cherchèrent un studio à qui vendre Liberty Films afin d'échapper à la saisie immobilière de l'entreprise, bien que Wyler et Stevens aient exprimé leur « violent désaccord » dans un premier temps. Paramount acheta la compagnie en mai 1947. Les quatre associés reçurent un total de 3 450 000 $, et Capra, Wyler et Stevens se virent offrir un contrat pour cinq films à la Paramount. En l'achetant, Paramount obtint également la participation de Liberty pour trois films : La vie est belle,  Tendresse (que George Stevens était en train de filmer à la RKO) et State of the Union (qui ne fut jamais filmé). La compagnie fut dissoute en avril  1951. La vie est belle fut ajouté à la filmographie de la Paramount d'avant 1950, et en 1955 Paramount le vendit à U.M.&M. T.V. Corp, parmi nombre de leurs courtes réalisations, qui furent toutes vendues par la suite à la National Telefilm Associates, qui à son tour devint Republic Pictures, qui fut vendu à Viacom, qui fait partie de Paramount, en 1999. Ainsi Paramount possède à présent La Vie est belle.
Pendant ce temps la Paramount poursuivit la réalisation de State of Union durant deux années, jusqu'à ce que la  MCA n'achète une grande partie des productions de la  Paramount datant d'avant 1950 (et forme EMKA Ltd pour garder le copyright), puis achète la branche américaine de Decca Records, qui possédait Universal Studios, en 1962. Ceci explique pourquoi EMKA/NBC Universal possède les droits de State of Union de nos jours.
Capra écrivit par la suite que la création de Liberty Films « Influença la manière de procéder des films Hollywoodiens, enrichit quatre anciens officiers, et fut presque fatal à ma carrière professionnelle. »